# William Paredes
William Paredes (* 9. September 1985 in Mérida, Yucatán) ist ein mexikanischer Fußballspieler, der vorwiegend im Mittelfeld agiert.

## Laufbahn
Paredes begann seine Profikarriere beim CF Monterrey, mit dem er in der Apertura 2009 und Apertura 2010 zweimal die
mexikanische Fußballmeisterschaft und in der Saison 2010/11 die CONCACAF Champions League  gewann. Während seiner Zeit bei den Rayados absolvierte er in einem am 24. September 2008 ausgetragenen Freundschaftsspiel gegen Chile (0:1) seinen einzigen Einsatz für die mexikanische Nationalmannschaft.
Nach zwei kurzzeitigen Zwischenstationen beim inzwischen nicht mehr bestehenden San Luis FC (2012) sowie beim Puebla FC (2013) steht Paredes seit Sommer 2013 beim Chiapas FC unter Vertrag.